# 大同 (蒲鮮萬奴)
大同（1224年—1233年九月）是蒲鮮萬奴建立的东夏政权的年号，共10年。
大同年号史书无记载。1980年代在东北地区出土的蒲鮮萬奴官印中有“大同”年款。

## 纪年對照表
| 大同 | 元年   | 二年   | 三年   | 四年   | 五年   | 六年   | 七年   | 八年   | 九年   | 十年   |
| ---- | ------ | ------ | ------ | ------ | ------ | ------ | ------ | ------ | ------ | ------ |
| 公元 | 1224年 | 1225年 | 1226年 | 1227年 | 1228年 | 1229年 | 1230年 | 1231年 | 1232年 | 1233年 |
| 干支 | 甲申   | 乙酉   | 丙戌   | 丁亥   | 戊子   | 己丑   | 庚寅   | 辛卯   | 壬辰   | 癸巳   |

## 同期其他政权使用的年号
- 中國
  - 嘉定（1208年－1224年）：宋—宋寧宗趙擴之年號
  - 寳慶（1225年－1227年）：宋—宋理宗趙昀之年號
  - 紹定（1228年－1233年）：宋—宋理宗趙昀之年號
  - 端平（1234年－1236年）：宋—宋理宗趙昀之年號
  - 重德（1229年）：南宋時期—廖森之年號
  - 正大（1224年－1232年）：金—金哀宗完顏守緒之年號
  - 開興（1232年）：金—金哀宗完顏守緒之年號
  - 天興（1232年－1234）：金—金哀宗完顏守緒之年號
  - 乾定（1223年－1226年）：西夏—夏獻宗李德旺之年號
  - 寶義（1226年－1227年）：西夏—夏末主李睍之年號
  - 天開（1205年－1225年）：大理—段智祥之年號
  - 天輔（1226年）：大理—段智祥之年號
  - 仁壽（1227年－1238年）：大理—段智祥之年號
- 越南
  - 建嘉（1211年－1224年）：李朝—李旵之年號
  - 天彰有道（1224年－1225年）：李朝—李天馨之年號
  - 建中（1226年－1232年）：陳朝—陳太宗陳日煚之年號
  - 天應政平（1232年－1254年）：陳朝—陳日煚之年號
- 日本
  - 貞應（1222年－1224年）：後堀河天皇之年号
  - 元仁（1224年－1225年）：後堀河天皇之年号
  - 嘉祿（1225年－1228年）：後堀河天皇之年号
  - 安貞（1228年－1229年）：後堀河天皇之年号
  - 寬喜（1229年－1232年）：後堀河天皇之年号
  - 貞永（1232年－1233年）：後堀河天皇與四條天皇之年号
  - 天福（1233年－1234年）：四條天皇之年号

## 深入閱讀
- 李崇智. . 北京: 中華書局. 2004年12月. ISBN 7101025129.
- 張紹維、李蓮.  (史學集刊1983年3期). 長春: 吉林大學. 1983年. ISSN 05598095.

## 参看
- 中國年號索引
- 其他政权使用的大同年号

| 前一年號： 天泰 | 東夏國年號 | 下一年號： -- |